# Kemal Kayacan
Kemal Kayacan (* 1915 in Sinop; † 29. Juli 1992 in Kadıköy, Istanbul) war ein türkischer Admiral, der zuletzt von 1972 bis 1974 Oberkommandierender der Marine (Türk Deniz Kuvvetleri) war. Er wurde 1992 von der Revolutionären Volksbefreiungspartei-Front ermordet.

## Leben
Nach dem Schulbesuch absolvierte er die Marineschule (Deniz Harp Okulu), die er 1935 als Unterleutnant zur See verließ. Im Anschluss diente er als Offizier auf verschiedenen Schiffen und in verschiedenen Marineeinheiten, ehe er 1941 in die Marineakademie (Deniz Harp Akademisi) eintrat und diese 1944 abschloss. Im Anschluss war er als Offizier auf den Kriegsschiffen TCG Ayvalik, TCG Çeşme sowie der Fregatte TCG Gemlik (F-492) und war danach Kommandant der TCG Savarona. Nachdem er zwischen 1955 und 1957 Militärattaché an der Botschaft in den USA war, war er im Anschluss bis 1960 Chef des Stabes des Flottenkommandos.
Nach seiner Beförderung zum Flottillenadmiral 1960 wurde Kayacan Kommandeur der Minenlegerverbände (Mayın Filosu Komutanlığı) und war danach Chef des Marineausbildungskommandos (Deniz Eğitim Komutanlığı). Dieses Amt behielt er auch nach seiner Beförderung zum Konteradmiral 1963 und wurde dann zum Oberbefehlshaber des Marinekommandos Süd (Güney Deniz Saha Komutanlığı) in Izmir ernannt, zu dem die Amphibienfahrzeugverbände in Foça, das Wartungs- und Ingenieurkommando Izmir, das Regionalkommando Mittelmeer sowie die Marinestützpunkte İskenderun und Aksaz gehören. Nachdem er 1967 Vizeadmiral wurde, wurde er Chef des Stabes des Oberkommandos der Marine.
Nach seiner Beförderung zum Admiral wurde er im Anschluss am 29. August 1970 Oberbefehlshaber des Flottenkommandos (Donanma Komutanlığı) im Marinestützpunkt Gölcük, zu dem unter anderem die Minenleger-, U-Boot-, Sturmboot-, Minenabwehrfahrzeug-, Logistikunterstützungs- und Marinefliegerverbände gehören. In dieser Funktion war er auch Mitglied des Obersten Militärrates.
Am 30. August 1972 wurde er als Nachfolger von Admiral Celal Eyiceoğlu Oberkommandierender der Marine und behielt dieses Amt bis zu seiner Ablösung durch Admiral Hilmi Fırat am 23. August 1974.
Bei den Wahlen am 5. Juni 1977 wurde Kayacan zum Abgeordneten der Großen Nationalversammlung gewählt und vertrat in dieser bis 1980 einen Wahlkreis von Istanbul. Am 29. Juli 1992 starb er an den Folgen eines Anschlags.